# Procambarus lewisi
Procambarus lewisi är en kräftdjursart som beskrevs av Hobbs och Walton 1959. Procambarus lewisi ingår i släktet Procambarus och familjen Cambaridae. IUCN kategoriserar arten globalt som otillräckligt studerad. Inga underarter finns listade i Catalogue of Life.